# آلفونس یومبی
آلفونس یومبی (فرانسوی: Alphonse Yombi‎؛ زادهٔ ۳۰ ژوئن ۱۹۶۹) بازیکن فوتبال اهل کامرون بود.
از باشگاه‌هایی که در آن بازی کرده‌است می‌توان به باشگاه فوتبال وایله بلدکلوب و باشگاه فوتبال ایراکلیس ۱۹۰۸ اشاره کرد.
وی همچنین در تیم ملی فوتبال کامرون بازی کرده‌است.